# Stanovo
Stanovo (en serbe cyrillique : Станово) est une municipalité de Serbie située dans le district de Šumadija. Stanovo fait partie des cinq municipalités composant la ville de Kragujevac. En 2002, elle comptait 39 252 habitants.

## Localités de la municipalité de Stanovo

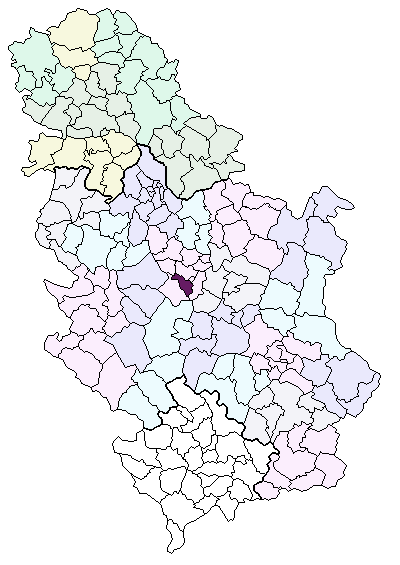
Localisation de la municipalité de Stanovo en Serbie

En plus d'une partie de la ville de Kragujevac, la municipalité de Stanovo compte 14 localités :
- Adžine Livade
- Vinjište
- Goločelo
- Grošnica
- Divostin
- Dragobraća
- Drača
- Drenovac
- Đuriselo
- Erdeč
- Kragujevac (en partie)
- Kutlovo
- Prekopeča
- Rogojevac
- Trešnjevak